# Michael Mortensen
Michael Mortensen (Glostrup, 12 maart 1961) is een voormalig professioneel tennisspeler afkomstig uit Denemarken. Tijdens de hoogtepunten van zijn carrière behaalde hij de 34e rang voor het dubbelspel en rang 301 voor het enkelspel. Daarnaast heeft hij aan 22 Daviscupwedstrijden deelgenomen, uitkomend voor Denemarken, in de periode van 1979-1990. Na zijn carrière als tennisspeler werd hij tenniscoach. Hij coachte onder andere Li Na toen zij als eerste Aziaat ooit een Grand Slam, Roland Garros in 2011, veroverde. Li Na bleek niet echt bestand tegen de hoge verwachtingen die ontstonden na haar zege op Roland Garros. Op Wimbledon 2011 verloor Li Na al in de tweede ronde. Op de US Open van 2011 werd ze al in de eerste ronde geklopt, waarna ze besloot de samenwerking met Michael Mortensen te beëindigen.